# Eugène Penancier
Eugène Hippolyte Penancier, né le 24 février 1873 à Bray-sur-Seine (Seine-et-Marne) et mort le 4 juillet 1955 dans le 5e arrondissement de Paris (Seine), est un magistrat et un homme politique français.
Sa thèse de doctorat, soutenue à l'Université de Paris en 1897, s'intitulait Des Défauts et des périls de la législation actuelle sur les pensions de retraites civiles et des projets de réforme présentés jusqu'à ce jour. Une avenue de Bray-sur-Seine porte son nom.

## Carrière
- Maire de Bray-sur-Seine
- Conseiller général
- Sénateur de Seine-et-Marne de 1920 à 1936
- Ministre de la Justice du 31 janvier au 26 octobre 1933 dans le gouvernement Édouard Daladier (1)
- Ministre de la Justice du 30 janvier au 9 février 1934 dans le gouvernement Édouard Daladier (2)

## Hommage
En 1928, le sculpteur Émile Oscar Guillaume exposa un buste en bronze d'Eugène Penancier au Salon des Artistes français.

## Sources
- « Eugène Penancier », dans le Dictionnaire des parlementaires français (1889-1940), sous la direction de Jean Jolly, PUF, 1960 [détail de l’édition]